# Volker Michel
Volker Michel (* 5. Mai 1973 in Dornholzhausen) ist ein ehemaliger deutscher Handballspieler.

## Karriere
Der 1,97 m große rechte Rückraumspieler mit der Rückennummer 19 lief in der Bundesliga zuletzt für die HSG Wetzlar auf. In der Saison 2005/06 hatte er seine beste Phase. In der Bundesliga erzielte er 210 Treffer und wurde Siebter der Torschützenliste, außerdem erreichte er mit Frisch Auf Göppingen das Finale im EHF-Pokal 2005/06. Durch gute Leistungen wurde er für das HBL All-Star Game 2007 und 2008 nominiert. 2009 beendete er seine Karriere. In 283 Bundesligaspielen erzielte der Linkshänder 971 Tore.
Für die deutsche Nationalmannschaft war er 19-mal im Einsatz. 2006 nahm er an der Europameisterschaft in der Schweiz teil, obwohl er sich kurz zuvor in einem Spiel einen mehrfachen Nasenbeinbruch zugezogen hatte. Er stand im vorläufigen Kader zur Weltmeisterschaft 2007 in Deutschland, wurde aber nicht ins finale Aufgebot berufen.

## Privates
Michel ist Gymnasiallehrer an der Goetheschule Wetzlar in den Fächern Sport und Mathematik. Des Weiteren ist er Mitbegründer der GOAL, der Gemeinschaftlichen Organisation aller Lizenzhandballer in Deutschland.
In seiner Freizeit widmet er sich der Schriftstellerei. Sein erstes Werk „Sommersemester“ (2005) beschreibt eine Woche im Leben einer Gießener Studenten-WG. Da Volker Michel selbst in den 1990er Jahren in Gießen studiert hat, besitzt dieses Buch einen stark autobiographischen Charakter.